# Gajurmukhi
Gajurmukhi, ook Gajurmukhi Dham, is een dorpscommissie (Engels: village development committee, afgekort VDC; Nepalees: panchayat) in het oosten van Nepal, gelegen in het district Ilam in de Mechi-zone. Ten tijde van de volkstelling van 2001 had het een inwoneraantal van 3525 personen, verspreid over 652 huishoudens; in 2011 waren er 3393 inwoners, verspreid over 691 huishoudens.